# Evelina Christillin
Evelina Christillin, de son nom complet Evelina Maria Augusta Christillin, née le 20 novembre 1955 à Turin, est une femme d'affaires italienne.

## Biographie
Elle a été présidente du comité de candidature de Turin pour les Jeux olympiques d'hiver de 2006 et a intégré le Conseil de la FIFA en 2016.